# Autoritratto (Hébuterne 1917 circa)
Autoritratto è un dipinto a olio su tela della pittrice francese Jeanne Hébuterne.

## Storia
Il dipinto appartenne alla collezione del fratello della pittrice, André, ed è stato venduto dalla casa d'aste Millon nel luglio 2020.
È stato esposto nella Galleria Richard Taittinger.

## Descrizione
L'artista si autoritrae con gli occhi a mandorla, senza pupille e con il collo e il viso allungati, mostrando di aver assorbito lo stile modiglianesco.